# Pfarrkirche Gilgenberg

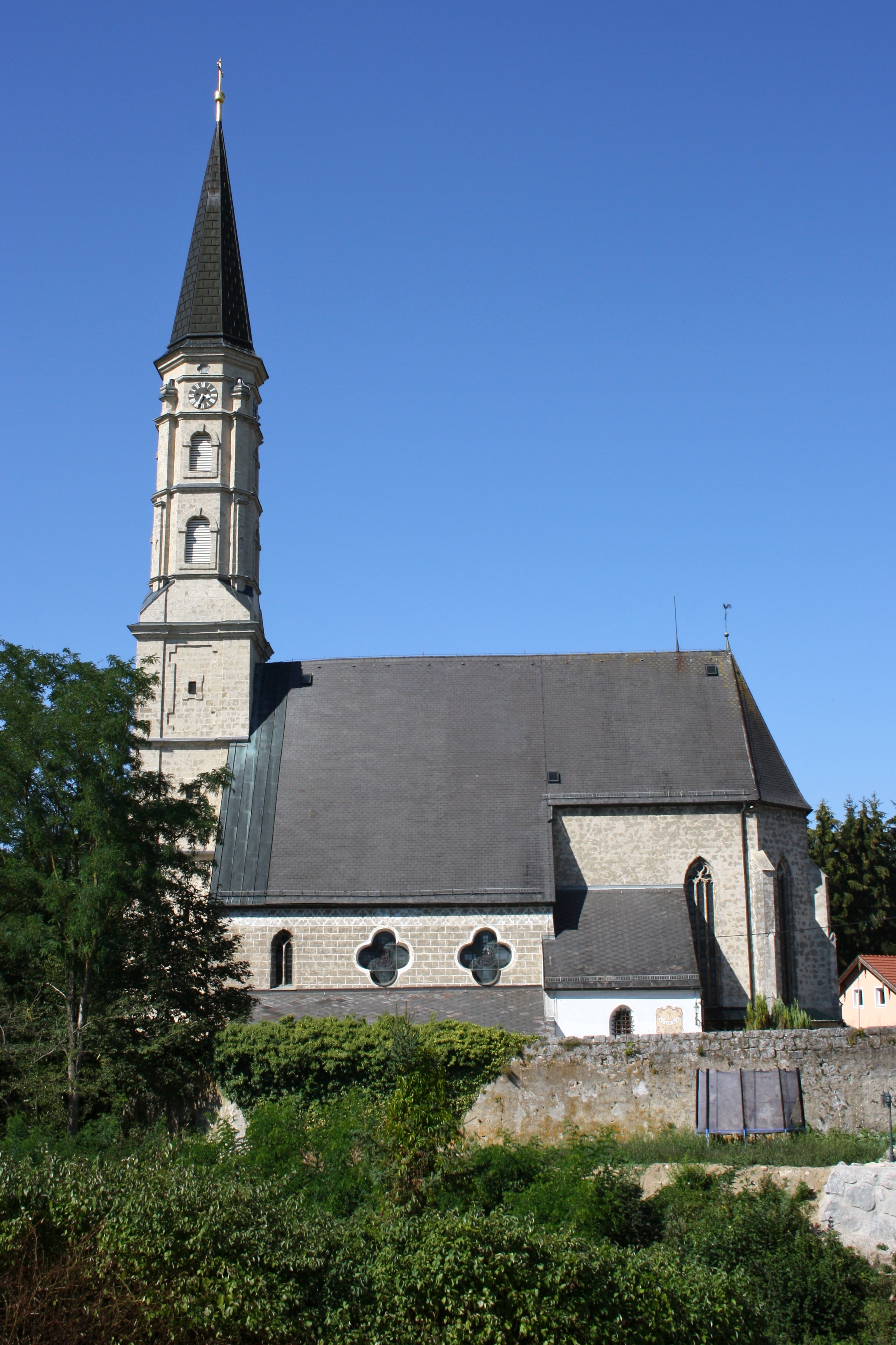
Pfarrkirche hl. Ägidius in Gilgenberg am Weilhart

Die römisch-katholische Pfarrkirche Gilgenberg mit dem Patrozinium hl. Ägidius steht im Ort Gilgenberg in der Gemeinde Gilgenberg am Weilhart in Oberösterreich. Seit dem 1. Jänner 2023 gehört Gilgenberg als eine von 14 Pfarrteilgemeinden zur Pfarrei Braunau der Diözese Linz. Die Kirche und der Friedhof stehen unter Denkmalschutz.

## Geschichte
Eine Kirche wurde um 1195 urkundlich genannt. Das 1466 geweihte Langhaus wurde mit Lienhart Zachenperger erbaut. Die Weihe des Chors erfolgte 1473. Der barocke Turm wurde von 1698 bis 1708 erbaut; der vorherige Turm war durch Blitzschlag 1504 ausgebrannt. Nach erneutem Blitzschlag im Jahr 1856 erhielt der Turm den heutigen Spitzhelm anstelle des vorherigen Zwiebelhelms.

## Architektur
Der spätgotische dreischiffige dreijochige Hallenbau aus Tuffquadern hat ein fast quadratisches Langhaus als Vierstützenbau. Unter dem Gesims ist ein Sgraffitomaßwerkfries. Das Mittelschiff ist sternrippengewölbt und die Seitenschiffe sind netzrippengewölbt. Das östliche Mittelschiffjoch wurde beim Bau des Chores trapezförmig verbreitert. Der zweijochige sternrippengewölbte Chor ist breiter als das Mittelschiff und hat Maßwerkfenster und einen Dreiachtelschluss. Die vierjochige Westempore mit Kielbogenarkade steht auf einem Kreuz- und Netzrippengewölbe. Der Westturm hat einen hohen achtseitigen Aufsatz und eine Spitzhelm aus 1857. Die Sakristei ist netzrippengewölbt. Die Portaltüren und die Sakristeitür haben gotische Beschläge.
Am äußeren Chorhaupt findet sich eine figurale Darstellung eines Ölberg um 1694. Ebenfalls am Chorhaupt ist eine Rotmarmorplatte von 1469 des Baumeisters der Kirche Lienhart Zachenperger mit dem Meisterzeichen angebracht.
An der Südseite der Kirche ist ein zweijochiges sternrippengewölbtes Beinhaus mit Segmentbogenfenstern angebaut, in dem zahlreiche Schädel und Skelettknochen sortiert aufbewahrt werden.
Der Kirchturm hat eine Höhe von 74 Meter.

## Ausstattung
Der Hochaltar und die Seitenaltäre sind von 1665. Den Hochaltar erstellte der Bildhauer Balthasar Mayr aus Burghausen. Das Hochaltarbild malte J. Geiger (1745). Das Oberbild ist von Johann Miller (1665) aus Burghausen. Die Seitenaltäre stammen von den gleichen Meistern. Der rechte Seitenaltar trägt die Statue des hl. Sebastian aus der Mitte des 18. Jahrhunderts unter einem geschnitzten Baldachin von Johann Georg Lindt. Die achteckige Kanzel am Triumphbogen mit einer Darstellung der vier Evangelisten ist ein Werk des 19. Jahrhunderts, das der ursprünglichen Kanzel des 17. Jahrhunderts nachempfunden ist. Der zehneckige Taufstein stammt aus dem 16. Jahrhundert, der Orgelprospekt von 1750.
Im Langhaus findet sich eine gotische Figur des heiligen Leonhard, die um 1520/1530 datiert wird, am Fronbogen eine Immaculata aus der Mitte des 18. Jahrhunderts. Die Apostelbilder malte Clemens Evangelist della Croce (1815).